# Gunung Sugih Kecil
Gunung Sugih Kecil is een bestuurslaag in het regentschap Lampung Timur van de provincie Lampung, Indonesië. Gunung Sugih Kecil telt 1789 inwoners (volkstelling 2010).